# 日本紙パック
日本紙パック株式会社（にっぽんかみパック、英文社名 NIPPON PAPER-PAK CO., LTD.）は、かつて存在した日本製紙グループの企業である。紙パックや紙製容器、包装用フィルムなどの製造販売を行うほか、四国化工機の販売代理店として、液体充填機の販売とメンテナンスも手がけていた。
2012年10月1日、親会社の日本製紙に吸収合併され、同社の紙パック事業本部となった。

## 事業所
- 本社
  - 東京都千代田区一ツ橋1-2-2

- 研究所
  - リキッドパッケージングセンター - 東京都北区王子5-21-2
- 工場（生産会社）
  - 草加紙パック - 埼玉県草加市松江5丁目1-19
  - 江川紙パック - 茨城県猿島郡五霞町大字江川2572
  - 三木紙パック - 兵庫県三木市別所町巴9
  - 石岡加工 - 茨城県石岡市柏原7-1
  - 勿来フィルム - 福島県いわき市勿来町窪田十条1（日本製紙勿来工場構内）

## 沿革
- 1965年（昭和40年）3月18日 - 十條製紙の出資により、十條セントラル株式会社設立（事業所～釧路市）。
- 1965年（昭和40年） - 草加工場（現・草加紙パック）操業開始。
- 1975年（昭和50年） - 江川工場（現・江川紙パック）操業開始。
- 1978年（昭和53年） - 三木工場（現・三木紙パック）操業開始。
- 1981年（昭和56年）10月 - 四国化工機と提携。
- 1983年（昭和58年） - 石岡加工を設立。
- 2002年（平成14年）10月1日 - 日本製紙のピュアパック事業本部を統合し、日本紙パック株式会社に社名変更。
- 2004年（平成16年）10月1日 - エヌピーフィルム（1997年1月1日設立）を合併し、フィルム事業に進出。生産子会社の勿来フィルムを設立。
- 2012年（平成24年）10月1日 - 日本製紙に吸収合併され解散。

## グループ企業
- 草加紙パック
- 江川紙パック
- 三木紙パック
- 石岡加工
- 勿来フィルム
- セントラル興産